# Mythimna favicolor
Mythimna favicolor là một loài bướm đêm thuộc họ Noctuidae. Nó được tìm thấy ở châu Âu. The species is sometimes treated as a subspecies of the Common Wainscot (Mythimna pallens).
Sải cánh dài 35–40 mm. Con trưởng thành bay từ tháng 6 đến tháng 7 tùy theo địa điểm.
Ấu trùng ăn Puccinellia maritima.

## Hình ảnh

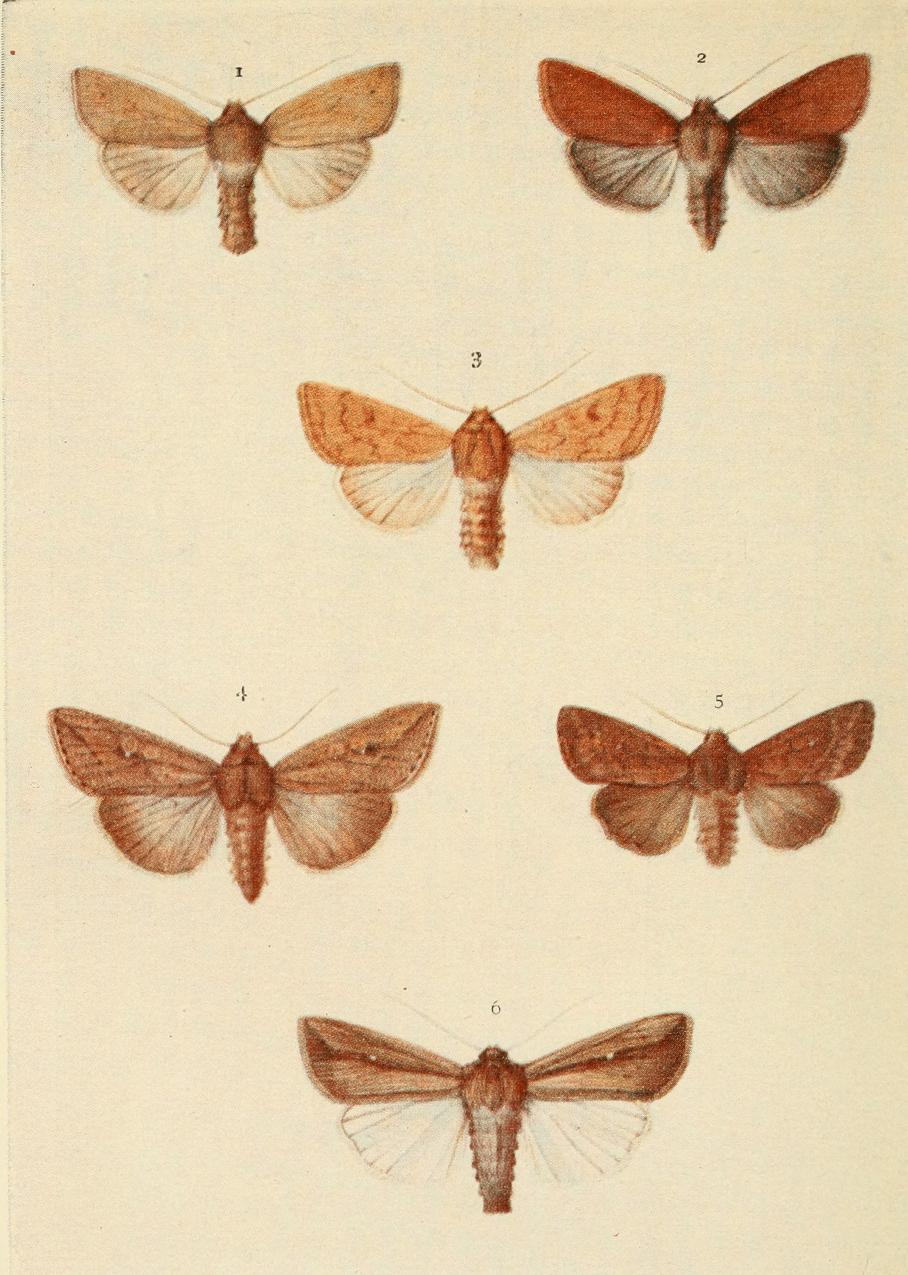